# Kargıcak, Alanya
Kargıcak là một thị trấn thuộc huyện Alanya, tỉnh Antalya, Thổ Nhĩ Kỳ. Dân số thời điểm năm 2011 là 2.875 người.